# Antunovo
Antunovo je katolički spomendan koji se obilježava 13. lipnja u čast sv. Antuna Padovanskog (1195. - 1231.).
Sveti Antun Padovanski rođen je u Lisabonu (Portugal) kao Fernando Martins de Bulhões, a preminuo je u Padovi (Italija), gdje je i pokopan. Kanoniziran je već 1232. godine. Većina prikaza sv. Antuna Padovanskog prikazuje ga kako drži Dijete Isus i s ljiljanima. Ljiljani cvjetaju u lipnju, mjesecu njegova spomendana (13. lipnja).

## Proslava u Hrvatskoj
Najpoznatija proslava Antunova u Hrvatskoj održava se u zagrebačkoj Bazilici sv. Antuna Padovanskog na Svetom Duhu. Gradnja ove crkve započela je 1931. godine u povodu 700. obljetnice svetčeve smrti, a dovršena je 1934. godine. Crkvu je blagoslovio 8. prosinca 1934. godine dr. Antun Bauer, nadbiskup zagrebački, a prvu svetu misu istoga dana slavio je bl. Alojzije Stepinac. Od 1995. u crkvi se moli pobožnost Trinaest utoraka svetom Antunu.
Značajne proslave održavaju se i u osječkoj Tvrđi, Čakovcu, Slavonskom Brodu (Podvinju), Dubrovniku (crkva Male braće), Puli, Iloku i Našicama. Antunovo se svečano slavi i u crkvi sv. Antuna Padovanskog u Bjelovaru. Na Antunovo je ujedno i Dan grada Benkovca, Hrvatske Kostajnice, Knina, Našica, Novalje i Novog Marofa.

## Proslava u Bosni i Hercegovini
Povijesno, sveti Antun Padovanski imao je važno mjesto u Bosni i Hercegovini. Godine 1266. posvećena mu je novosagrađena crkva u Bihaću, koja je nakon osmanlijskog osvajanja Bihaća 1592. pretvorena u džamiju, zvanu Fetija. U 14. stoljeću postojali su u Mostaru (na Radobolju) crkva i samostan sv. Ante, koji su srušili Turci 1570. godine.
Danas se proslava održava u različitim župama posvećenim sv. Antunu Padovanskom.

## Proslave u svijetu
Proslava Antunova u Bazilici sv. Antuna u Padovi predstavlja najvažniju i najsvečaniju proslavu blagdana ovog sveca u svijetu. 13. lipnja tisuće građana, turista i hodočasnika sudjeluje u procesiji s relikvijama sveca.
U Lisabonu, rodnom gradu svetca, održava se proslava 13. lipnja. Procesija prolazi kraj Lisabonske katedrale.
Sveti Antun je zaštitnik Kustodije Svete zemlje, pa franjevci u Jeruzalemu posebno svečano obilježavaju njegov spomendan.